# Werner Thierry
Tancred Einar Bertrand Wilhelm Immanuel Werner Garnæs Thierry (9. november 1916 i Hjallese, Odense – 23. august 2003, Anholt) var en dansk forfatter, lektor og litteraturkritiker. 
Thierry blev student i Odense 1934, cand.mag. i fransk, dansk og engelsk i 1942. Siden 1930'erne kommunist og medlem af DKP. Han udviklede i denne periode en stor foragt for fascisme og nazisme, under krigen var han formand for Studentersamfundet, som arrangerede den store Brandes-mindefest i 1942. 
Efter krigen blev han medarbejder på avisen Land og Folk, men brød med DKP i 1957, da han var med i en udbrydergruppe omkring den ekskluderede formand Aksel Larsen, som dannede SF, og udtrykte senere kritik af kommunismen. 
Gift i 1944 med Eva Damkier, boede på Østerbro i København. Han arbejdede som lektor, i sit forfatterskab var det særligt biografier om Georg Brandes og Hans Kirk han beskæftigede sig med.

## Notater
1. ↑  litteraturpriser.dk, om "Werner Thierry (1916-2003)"
2. ↑  Det let distante nærvær, af Georg Metz, 29. august 2003